# ドン・ロジャース (ディフェンスバック)
ドン・ロジャース（Don Rogers 1962年9月17日-1986年6月27日）はアーカンソー州テクサーカナ出身の元アメリカンフットボール選手。NFLのクリーブランド・ブラウンズで2シーズンプレーした。弟のレジー・ロジャースも元NFL選手である。
UCLA在学中は1983年のローズボウルでトム・ラムジーと共にMVPに選ばれた。また1984年のローズボウルではイリノイ大学のQBジャック・トルドーからローズボウル記録タイとなる2インターセプトをマークしている。1984年のNFLドラフトでクリーブランド・ブラウンズに1巡目全体18位で指名されて入団した。1984年,1985年と2年間プレーした。
1986年母親の自宅で彼は焼け付くような痛みを感じてベッドから飛び起きたが数時間後に亡くなった。NBAドラフトで指名されたレン・バイアスがコカインの濫用で亡くなったわずか8日後のことであった。彼らの死を受けて薬物とスポーツ選手の関係が議論されるようになった。